# Observatoire Centre Ardenne
L’Observatoire Centre Ardenne est un observatoire astronomique public,, situé à Grapfontaine en Belgique, dans la Province de Luxembourg (à proximité de Neufchâteau). 
Depuis son inauguration en octobre 2013,, le site est exploité l'asbl Société Royale des Cercles des Naturalistes de Belgique en partenariat avec le Cercle d'Astronomie Centre Ardenne en vue de promouvoir l'astronomie et les sciences astronomiques.
Son activité pédagogique est reconnue par la Région wallonne et par le service de l'Éducation permanente de la Fédération Wallonie-Bruxelles ; son activité touristique , l'est par le Commissariat Général au Tourisme (Belgique).

## Instruments
Depuis ses travaux d'agrandissement, l'observatoire est doté d'un planétarium actif de 6 mètres de diamètre et de six coupoles d'observation, et il abrite le matériel suivant :
- un télescope de 600 mm d’ouverture et de 4,50 mètres de diamètre[11], et un autre de 280 millimètres d’ouverture,
- un télescope de type Cassegrain de 300 millimètres d’ouverture,
- un télescope Nasmyth de 280 millimètres d’ouverture,
- une lunette astronomique Lichtenknecker Optics de 150 millimètres d’ouverture.

Le site héberge également un dispositif de radioastronomie pour la détection des météores, implanté par l'Institut d'aéronomie Spatiale de Belgique dans le cadre de sa mission de surveillance des atmosphères et de l'environnement spatial.